# Kot somalijski
Kot somalijski – rasa kota domowego.

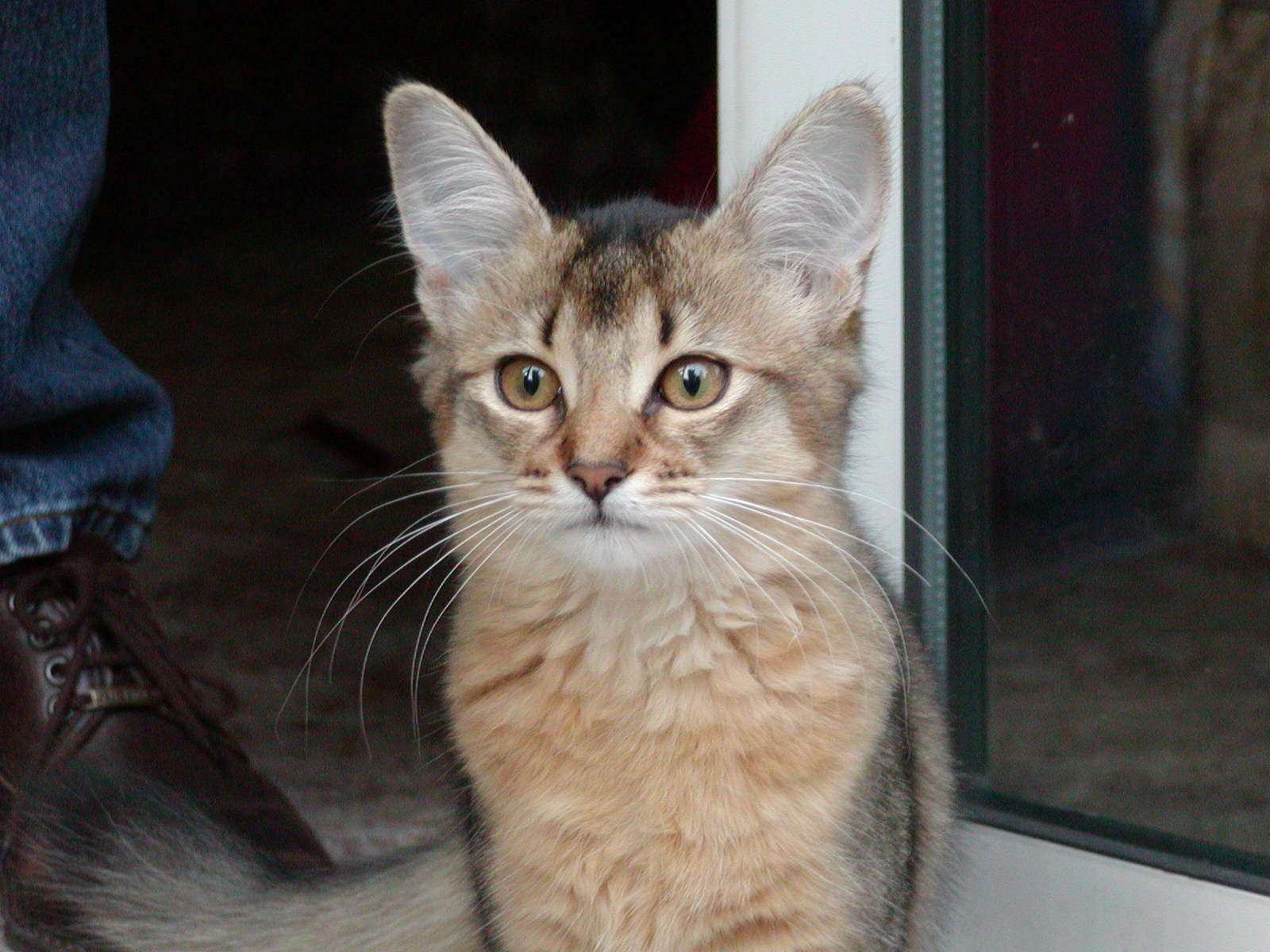
Dziko umaszczony kociak somalijski

## Historia
Koty somalijskie pochodzą od kotów abisyńskich: w wyniku mutacji powstały koty abisyńskie długowłose, które w dalszej hodowli nazwano kotami somalijskimi. Na wystawach kotów rasowych po raz pierwszy pojawiły się w połowie lat 60.
Przez długi czas nie chciano go zaakceptować. Hodowcy, którym w miotach kotów abisyńskich trafiały się kocięta o dłuższych włosach, zatajali ten fakt, aby nie utracić prestiżu swojej hodowli. Dopiero w 1965 r. w Stanach Zjednoczonych Evelyn Mague zainteresowała się urodzonymi w miotach kotów abisyńskich kociętami o dłuższych włosach i zapoczątkowała ich sterowaną hodowlę, kończąc tym samym spory. Coraz więcej hodowców poszło w jej ślady i w 1979 r. rasa ta została ostatecznie uznana.
Jej nazwę nadano od afrykańskiego kraju – Somalii. Zrezygnowano z pierwotnego określenia abisyński kot długowłosy, aby uniknąć sporów z hodowcami krótkowłosej odmiany tej rasy. Zadziwia fakt, że koty somalijskie, mimo stosunkowo krótkiej historii swej hodowli, cieszą się na świecie większym zainteresowaniem niż ich abisyńscy rodzice.

## Wygląd
Budowa ciała: tułów gibki, pełen wdzięku, średniej długości, z dobrze rozwiniętymi mięśniami. Łukowaty grzbiet i zaokrąglone żebra. Głowa w kształcie delikatnie zaokrąglonego klina z okrągławą mordką (wydatny podbródek i dobrze wykształcony pyszczek) i dużymi uszami ze znaczeniami.
Nos jest średniej długości, u nasady lekko wypukły, lecz bez zagłębienia.
Uszy są dość duże, szeroko rozstawione, u nasady szerokie, na wierzchołku zaokrąglone. Z tyłu małżowiny usznej mają typową dla kotów agouti jasną plamę. Kępki włosów w uszach są pożądane, chociaż – zwłaszcza u nowo wyhodowanych odmian barwnych kotów somalijskich – prawie ich nie ma. W tym zakresie są jeszcze niezbędne dalsze udoskonalenia.
Największe wrażenie robią oczy "somalijczyków": są duże, świecące, bursztynowożółte lub zielone, dość szeroko rozstawione, a ich migdałowaty kształt nadaje im orientalnego wyglądu. Jak u wszystkich kotów z prążkowanymi włosami oczy są czarno obrzeżone, jakby miały namalowaną linię powiek.
Nogi proporcjonalne do reszt ciała; stopy małe i owalne. Puszysty, lekko zwężający się ogon. Waga od 3,5 do 5,5 kg.
Sylwetka kota musi być harmonijna i elegancka w ruchu.
Futro jest miękkie i gęste, miłe w dotyku, na tułowiu i tylnych kończynach średniej długości, na barkach trochę krótsze. Pożądane są kołnierz na szyi i "portki" na tylnych kończynach. Charakterystyczną cechą wszystkich kotów somalijskich są podwójne lub potrójne prążki na każdym włosie, co jest typowe dla kotów somalijskich lub dzikich. Czarne prążki dzielą w ten sposób poszczególne włosy, których końce powinny być czarne.
Ubarwienie: dziko umaszczony, niebieski, sorel i płowy. Występuje też odmiana barwna srebrzysta uznawana przez część organizacji felinologicznych. Sierść agouti, ale ze względu na długość włosa jego ubarwienie strefowe jest mniej rozróżnialne, niż na jego krótkowłosym przodku – kocie abisyńskim. Trochę pręgowanych linii na masce, znak "M" na czole. Ciemna linia wzdłuż kręgosłupa biegnie aż do koniuszka ogona. Oczy złote lub zielone.
Typ sierści: podwójna, pluszowa, delikatna, średniej długości. Dłuższe włosy w kryzie i na portkach. Bardzo puszysty ogon.

## Charakter
Jest to kot bardzo aktywny, inteligentny i ogromnie ciekawski. Powinny mieć do dyspozycji dużo różnorodnych zabawek i miejsca do zabawy. Najlepiej czują się w towarzystwie drugiego kota o podobnym temperamencie. Mogą być trzymane w mieszkaniu, jeśli jest ono dostatecznie duże. Najlepiej jednak czują się w domu z ogrodem. Są stosunkowo łatwe do wychowania. Lubią towarzystwo dzieci, dla których są delikatne (ta delikatność musi być odwzajemniona). Raczej są milczące. 'Somalijczyk' pełen gracji lubi przybierać wyszukane pozy. Uczuciowy, przywiązany i pojętny, bardzo wymagający w stosunku do swojego opiekuna, od którego oczekuje odwzajemnienia uczuć i obecności, ale sam też potrafi się bawić. Dobrze przystosowuje się do nowych sytuacji. Są one bardzo przywiązane i lgną do ludzi. Ich ciekawość sprawia, że często zaglądają do otwartych szafek, szuflad itp. Odznaczają się cichym i delikatnym głosem, którego używają raczej rzadko.

## Pielęgnacja
Ich futro wymaga niewiele szczotkowania, jednakże koty te są bardzo wdzięczne za jego prawidłową pielęgnację. Szczotkowanie jest dla nich jednocześnie oznaką przywiązania.